# Gavaksha

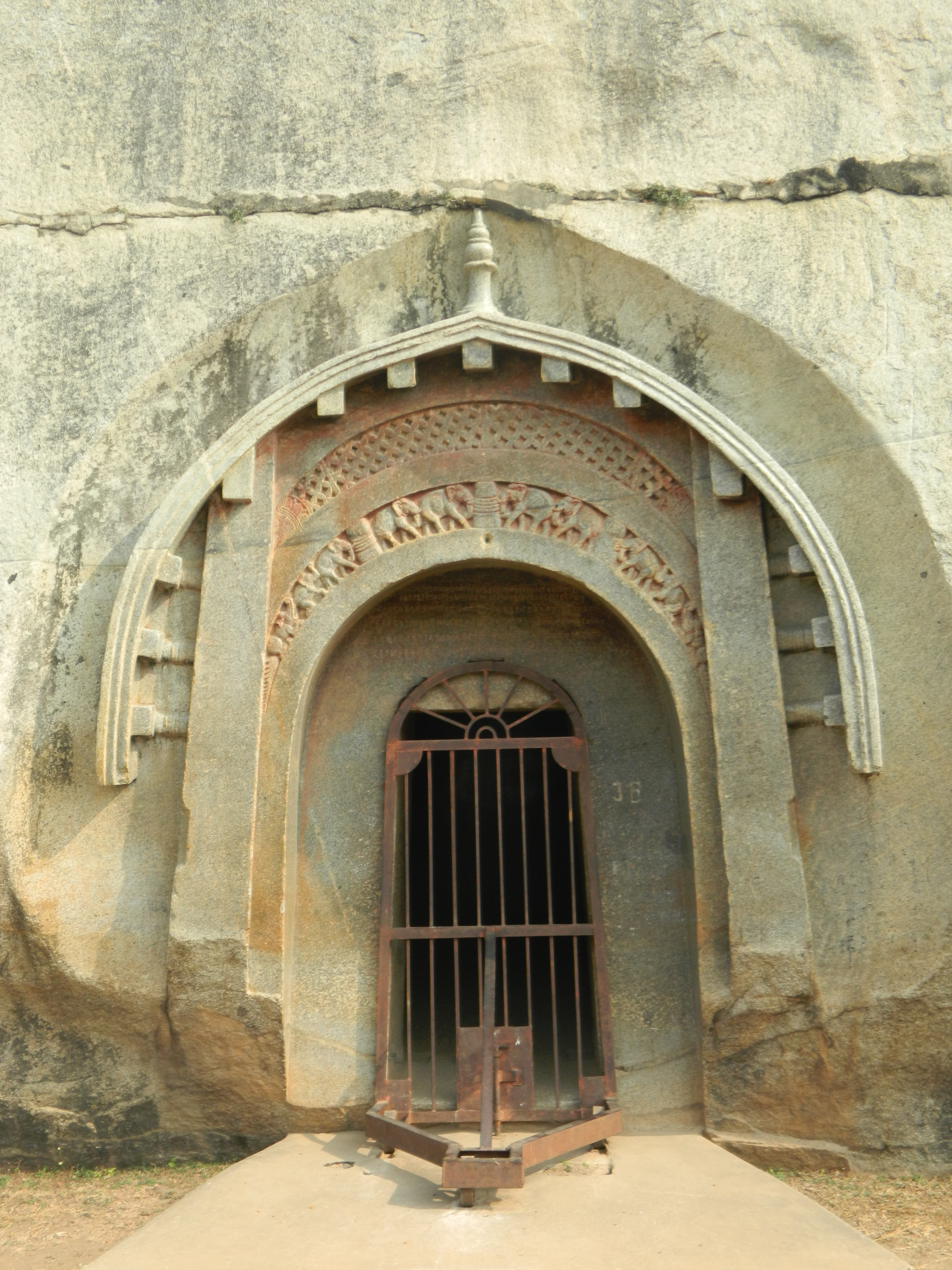
Il più antico arco chaitya sopravvissuto, all'ingresso della grotta di Lomas Rishi, III secolo a.C

Nell'architettura indiana, gavaksha o chandrashala (kudu in Tamil, o nāsī) sono i termini più usati per descrivere il motivo centrato su un arco inflesso, circolare o a ferro di cavallo che decora molti esempi di architettura rupestre indiana e successivamente indiana di templi strutturali e altri edifici. Nella sua forma originaria, l'arco ha la forma della sezione trasversale di una volta a botte. Si chiama arco chaitya quando viene utilizzato sulla facciata di una sala chaitya, attorno all'unica grande finestra. Nelle forme successive si sviluppa ben oltre questo tipo e diventa un'unità molto flessibile, "il motivo più comune dell'architettura del tempio indù". Gavākṣha (o gavaksa) è una parola sanscrita che significa "occhio di bue o di vacca". Nei templi indù, il loro ruolo è immaginato come quello di irradiare simbolicamente la luce e lo splendore dell'icona centrale nel suo santuario. In alternativa, sono descritti come una finestra attraverso la quale la divinità può guardare nel mondo.
Come l'intera chaitya classica, la forma ha avuto origine nella forma dei tetti di paglia in legno degli edifici, nessuno dei quali è sopravvissuto; la prima versione che replica tali tetti in pietra si trova all'ingresso della grotta non buddista di Lomas Rishi, una delle grotte artificiali di Barabar nel Bihar.
L'"arco chaitya" attorno alla grande finestra sopra l'ingresso appare spesso ripetuto come un piccolo motivo decorativo, e le versioni evolute continuano nella decorazione indù, molto tempo dopo che i chaitya reali avevano cessato di essere costruiti. In questi casi può diventare un'elaborata cornice a cartiglio, piuttosto ampia, attorno a un medaglione circolare o semicircolare, che può contenere la scultura di una figura o di una testa. Una prima fase è mostrata all'ingresso della Grotta 9 delle Grotte di Ajanta, dove la cornice della finestra ad arco chaitya è ripetuta più volte come motivo decorativo. Qui, e in molti primi esempi simili, l'interno dell'arco nel motivo contiene un reticolo a bassorilievo che imita le travi sfuggenti del tetto (arcarecci).

## Primo stadio

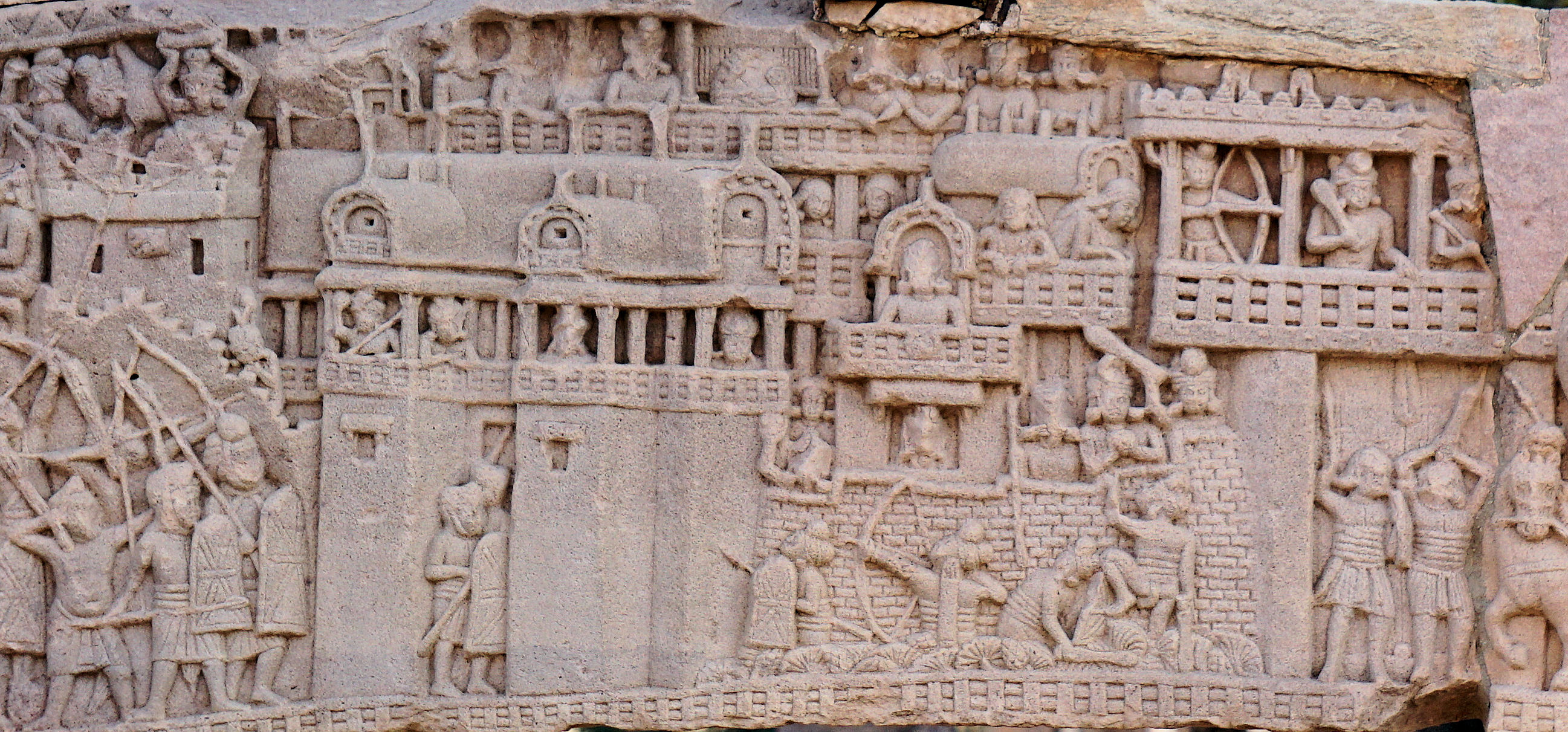
La città di Kusinagara nella Guerra per le reliquie del Buddha, Portale sud, Stupa n. 1, Sanci.

La forma ad arco del timpano vista nella grotta di Lomas Rishi e in altri siti appare come una caratteristica di edifici sia sacri che secolari rappresentati nei rilievi dei primi siti buddisti in India, ed era evidentemente molto utilizzata sui tetti realizzati con materiali vegetali nell'antica architettura indiana. Versioni semplici di strutture simili rimangono in uso oggi presso il popolo Toda delle colline Nilgiri.
La grotta di Lomas Rishi scavata nella roccia fu scavata durante il regno di Ashoka nell'Impero Maurya nel III secolo a.C., per gli Ajivika, un gruppo religioso e filosofico non buddista dell'epoca. Una fascia al di sotto dell'arco contiene un reticolo in rilievo, che presumibilmente rappresenta il soffitto di un tetto di paglia. Sotto c'è un rilievo curvo di una fila di elefanti. L'ingresso conduce al lato della sala, quindi a differenza della maggior parte degli esempi successivi di infissi, l'arco non ha una grande relazione con lo spazio in cui conduce. La grotta immediatamente vicina nella stessa parete rocciosa ha un semplice incavo non decorato all'ingresso, che in origine potrebbe aver ospitato un portico di simile disegno in materiali vegetali.

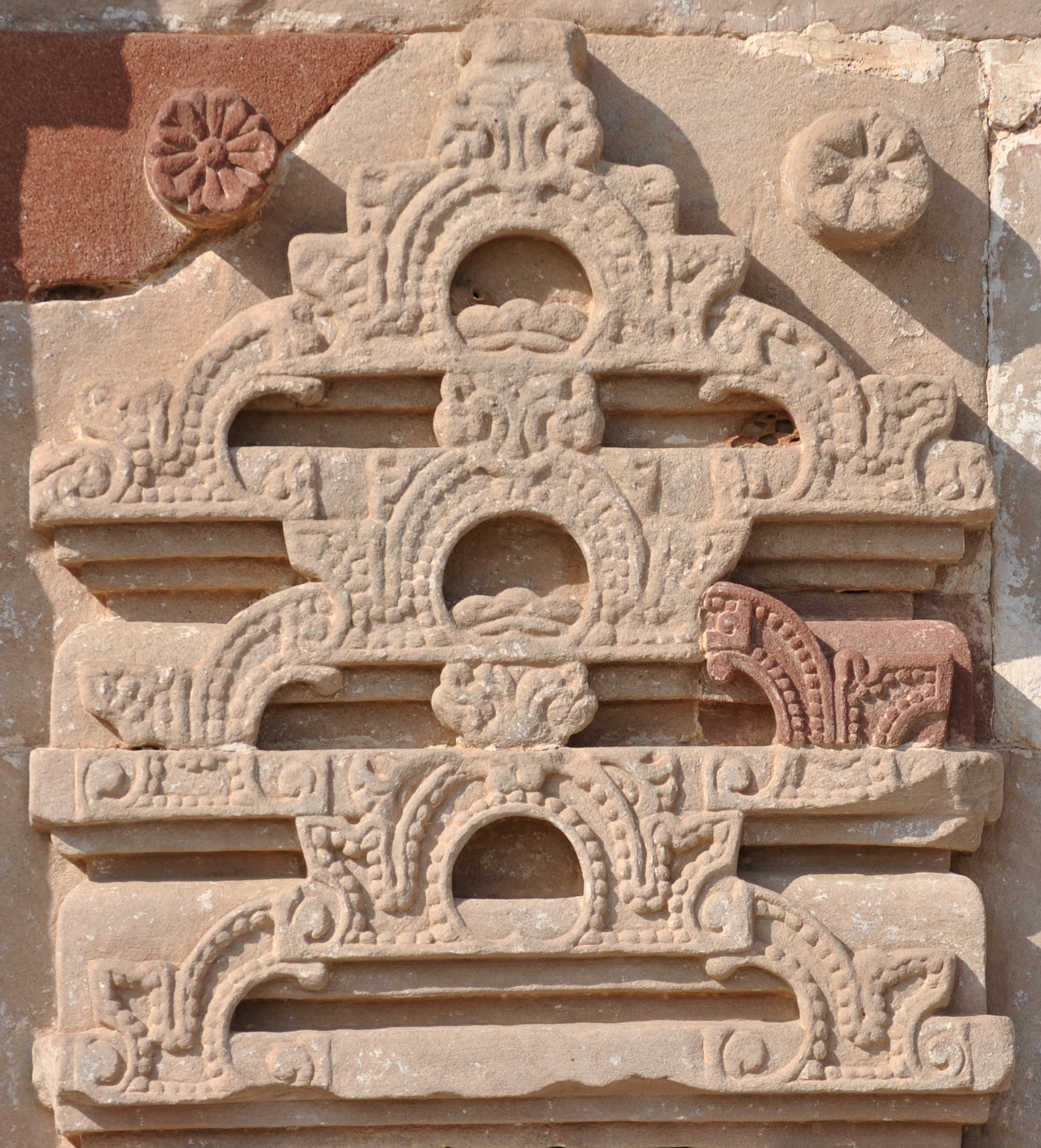
Gavaksha ammucchiati a Osian, Jodhpur

Le prime sale chaitya scavate nella roccia usano la stessa forma ogee per la finestra principale necessaria per illuminare l'interno, e spesso hanno anche piccoli motivi di finestre in rilievo come decorazione. In questi casi l'interno dell'arco presenta una serie di sporgenze squadrate che rappresentano i travetti, e all'interno un reticolo curvo in bassorilievo che rappresenta le travi sfuggenti del tetto dell'interno di un edificio fittizio. In basso una piccola area, più o meno semicircolare, rappresenta la parete di fondo della struttura, e può essere piana (es. Grotte Bhaja oltre le gallerie laterali), mostrano un diverso modello di reticolo (ad es Grotte Bhaja fronte principale), Grotte Pandavleni grotta 18, sopra), o un motivo decorativo (es Grotta 9, Ajanta, Grotte Pandavleni grotta 18, sopra la porta). Spesso le aree intorno a queste finestre o motivi a timpano hanno bande di traliccio, che apparentemente rappresentano ringhiere a traliccio, simili a quelle mostrate che bordano i balconi e le logge del palazzo-fortezza nel rilievo di Kusinagara nella Guerra per le Reliquie del Buddha, Porta Sud, Stupa no. 1, Sanci. Questo è particolarmente vero alle Grotte Bedse, in un primo esempio di ciò che James Fergusson notò nel diciannovesimo secolo: "Ovunque ... in India la decorazione architettonica è costituita da piccoli modelli di grandi edifici".

All'ingresso della grotta 19 ad Ajanta, quattro zone orizzontali della decorazione utilizzano motivi ripetuti di "arco chaitya" su una fascia altrimenti semplice (due sul portico sporgente e due sopra). C'è una testa all'interno di ogni arco. I primi esempi includono grotte di Ellora 10, Grotte di Ajanta 9 e 19 e Grotta di Varaha a Mamallapuram.

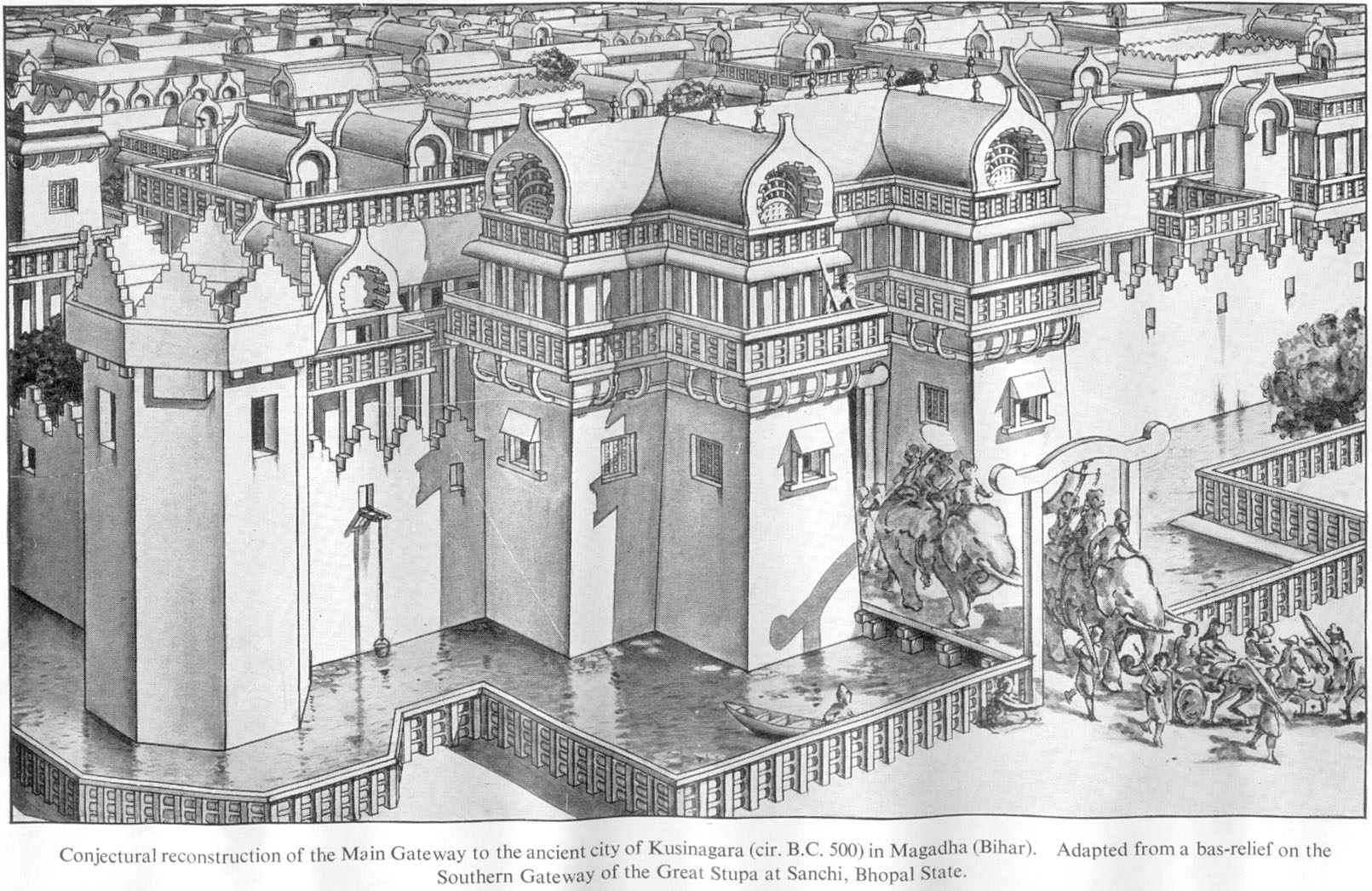
Ricostruzione ipotetica della porta principale di Kusinagara intorno al 500 aC adattata da questo rilievo a Sanchi.
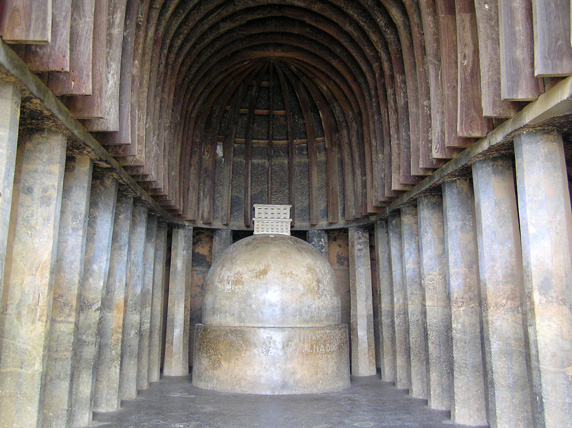
Interno di una sala chaitya scavata nella roccia, Bhaja Caves, le nervature in legno
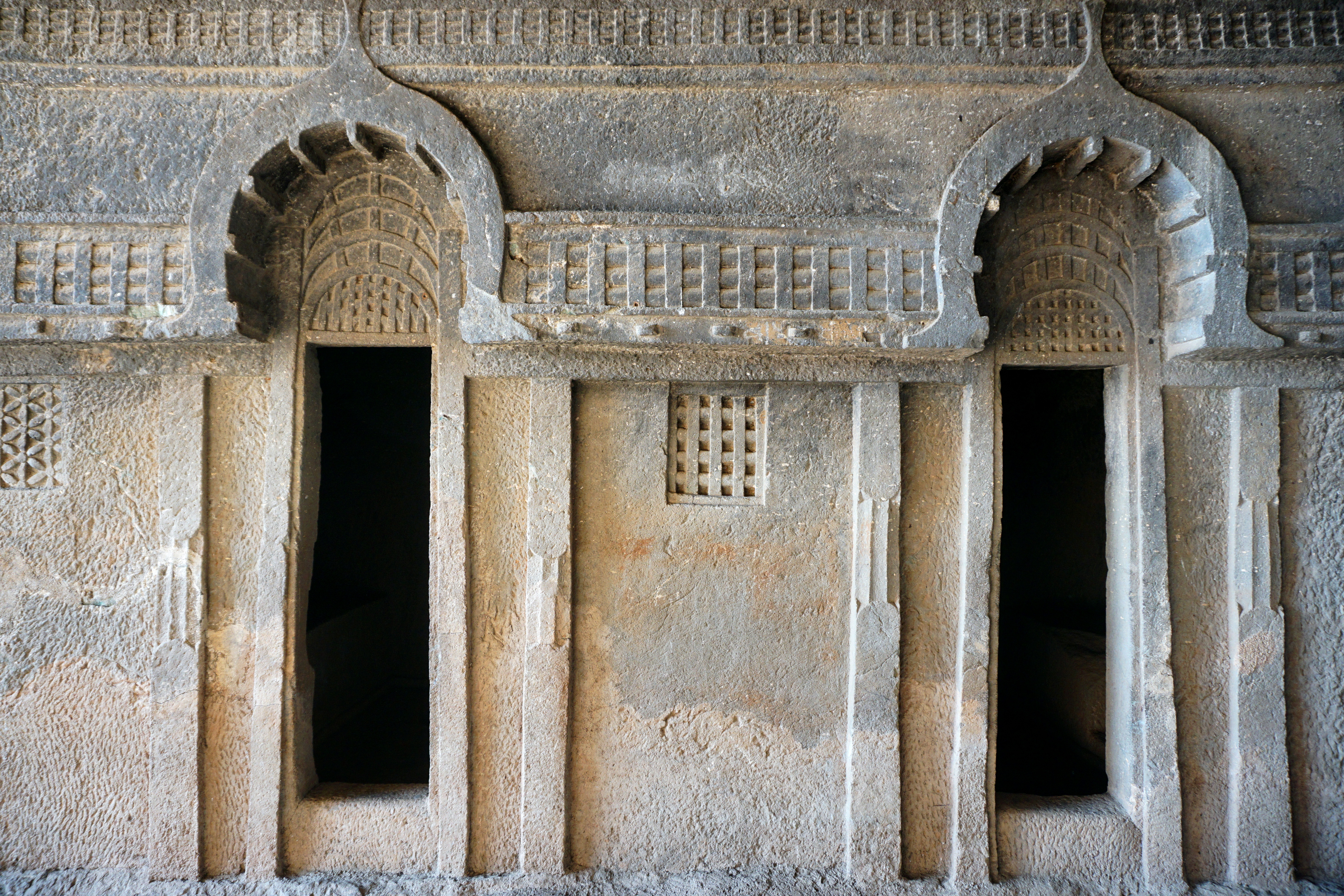
Motivo dell'arco Chaitya in un vihara alle Grotte di Bedse
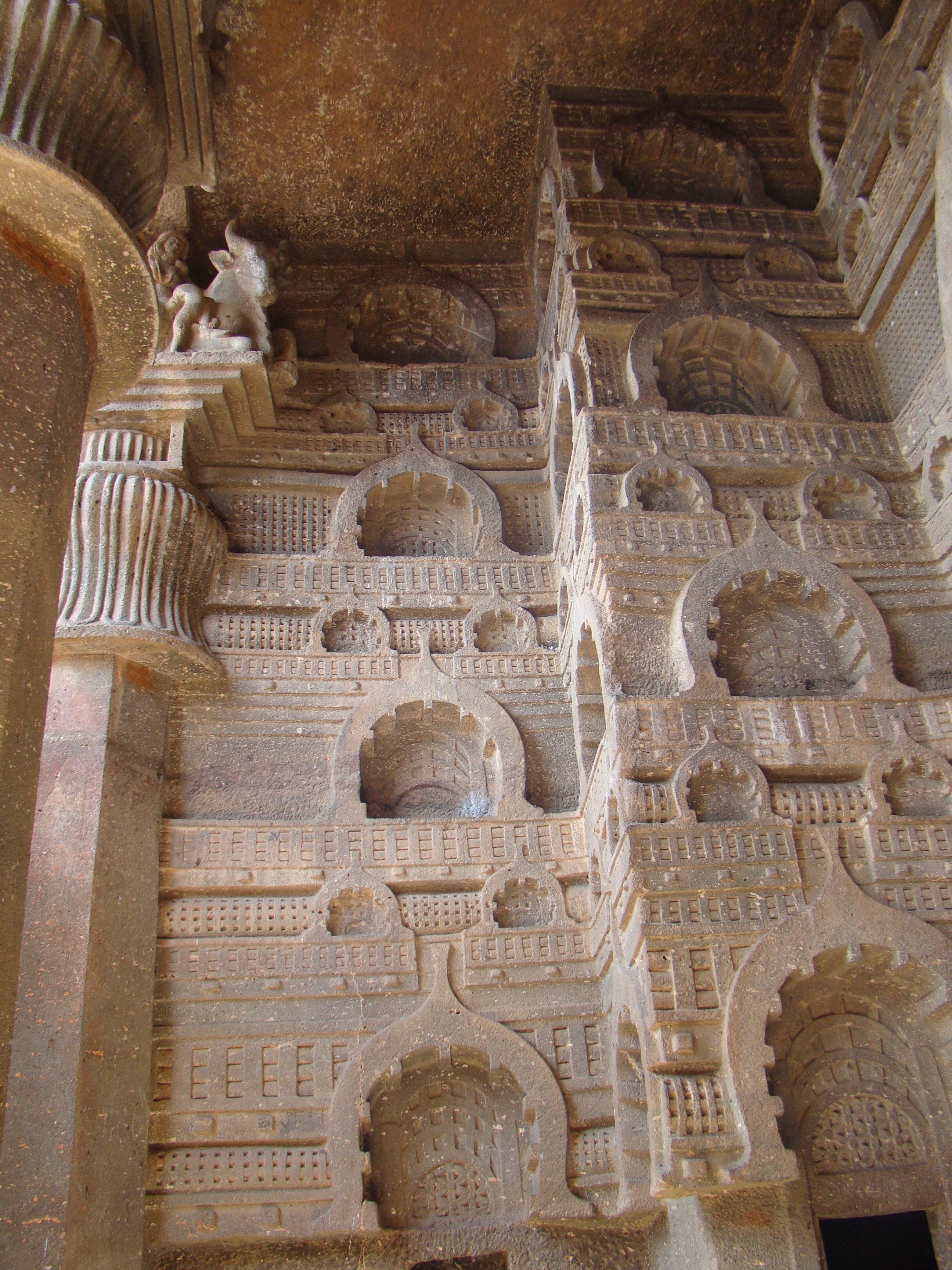
Parete laterale all'interno della chaitya a Bedse Caves
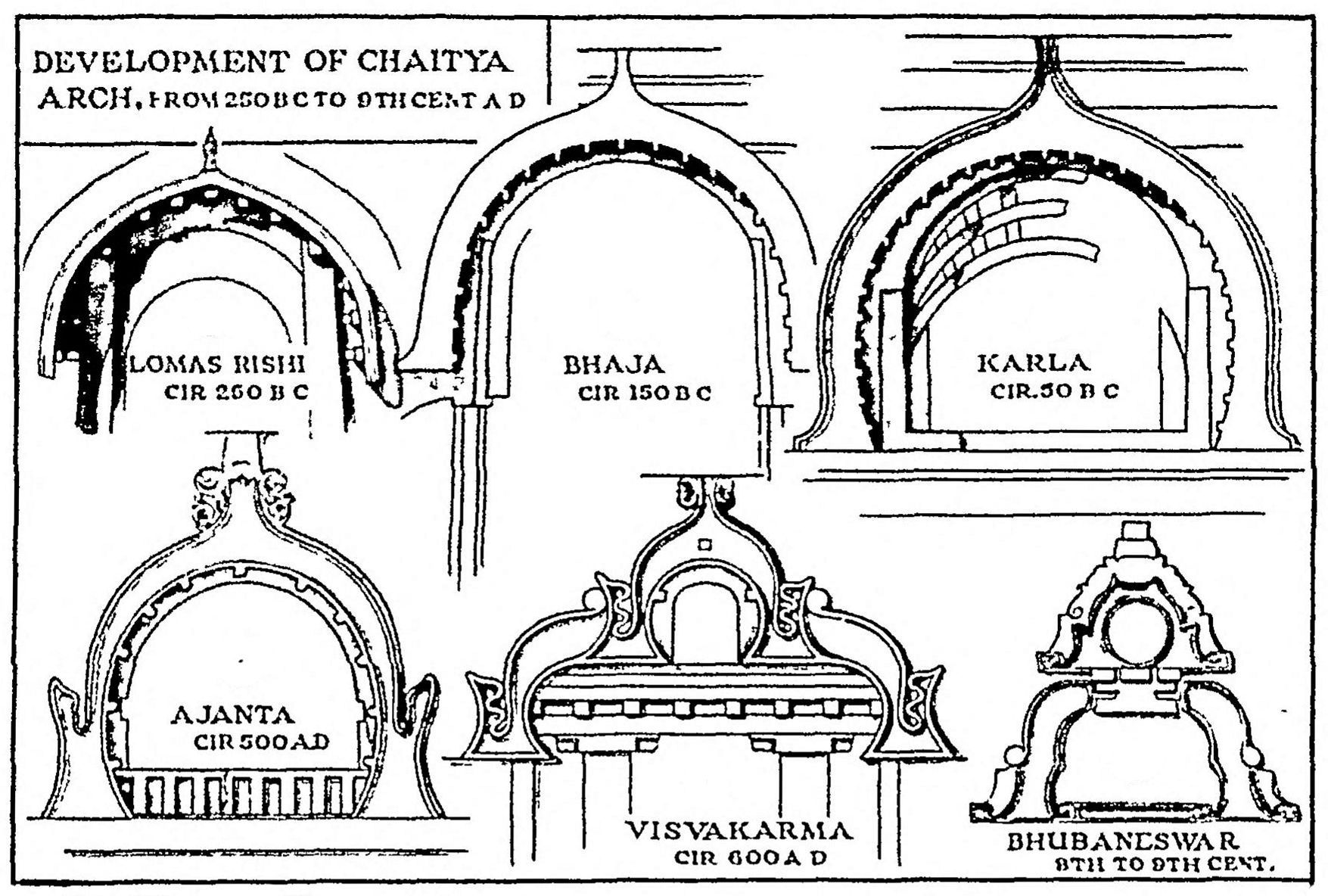
Sviluppo dell'arco di Chaitya dalla grotta di Lomas Rishi, da un libro di Percy Brown.
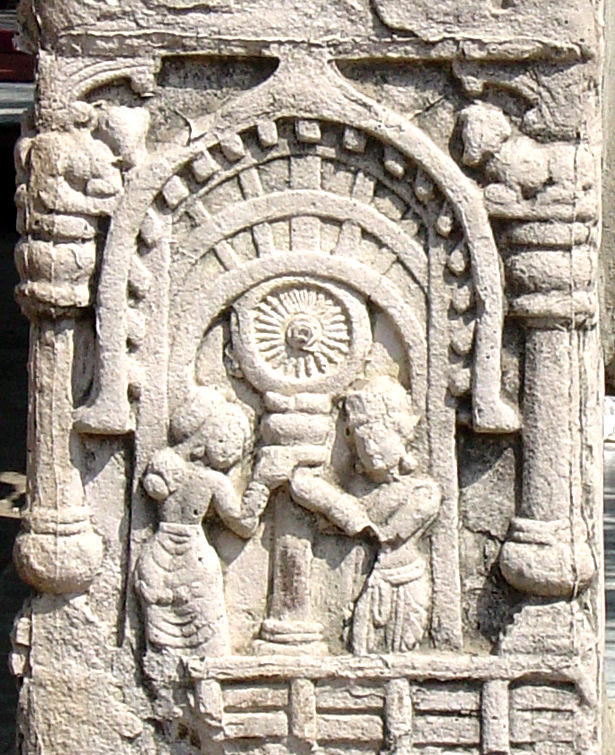
Scena sulla ringhiera di Bodh Gaya (replica), che rappresenta un edificio
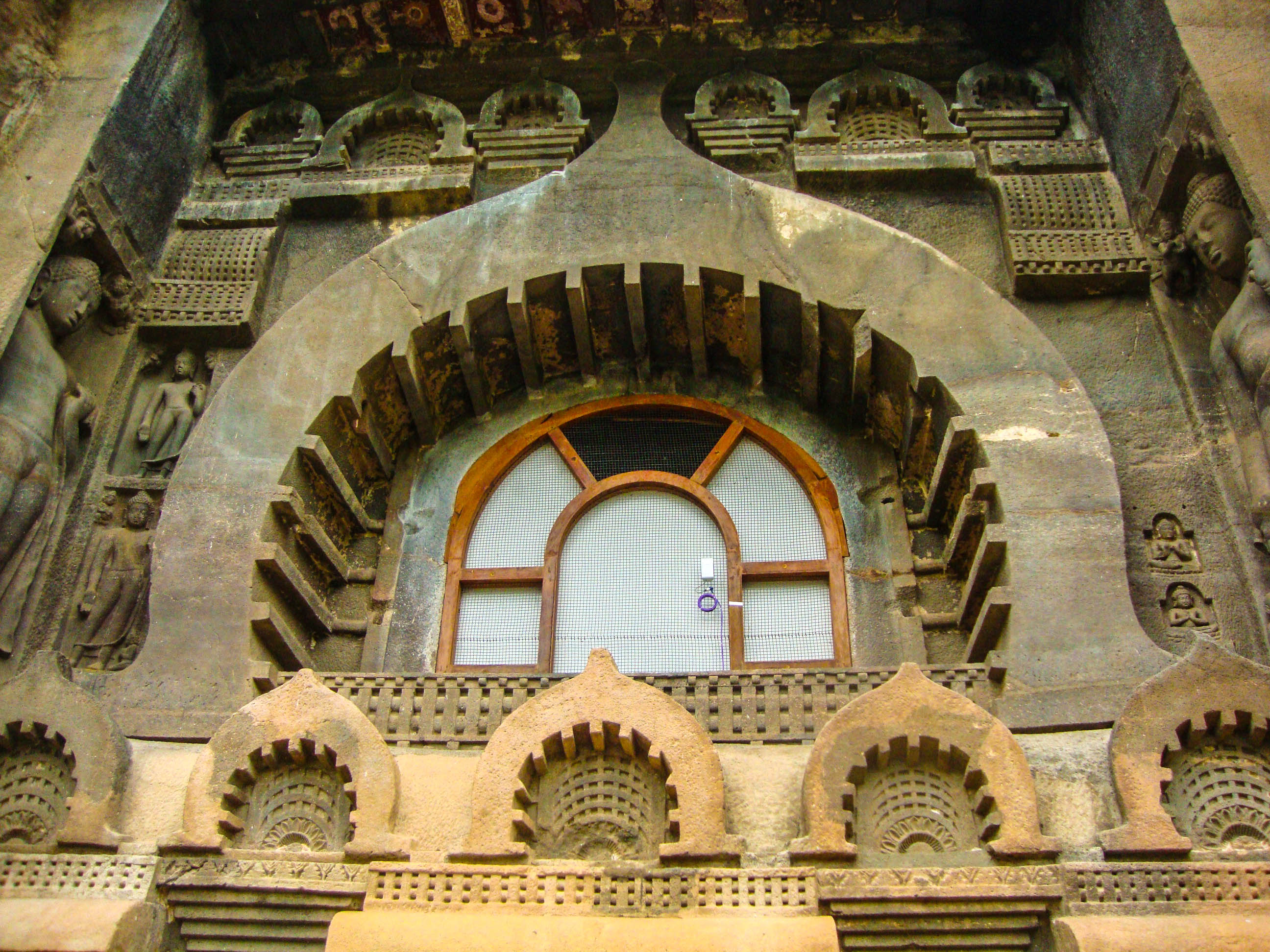
Esterno della sala chaitya, Grotta 9, Grotte di Ajanta, I secolo a.C. La cornice della finestra ad arco chaitya è ripetuta più volte come motivo decorativo.
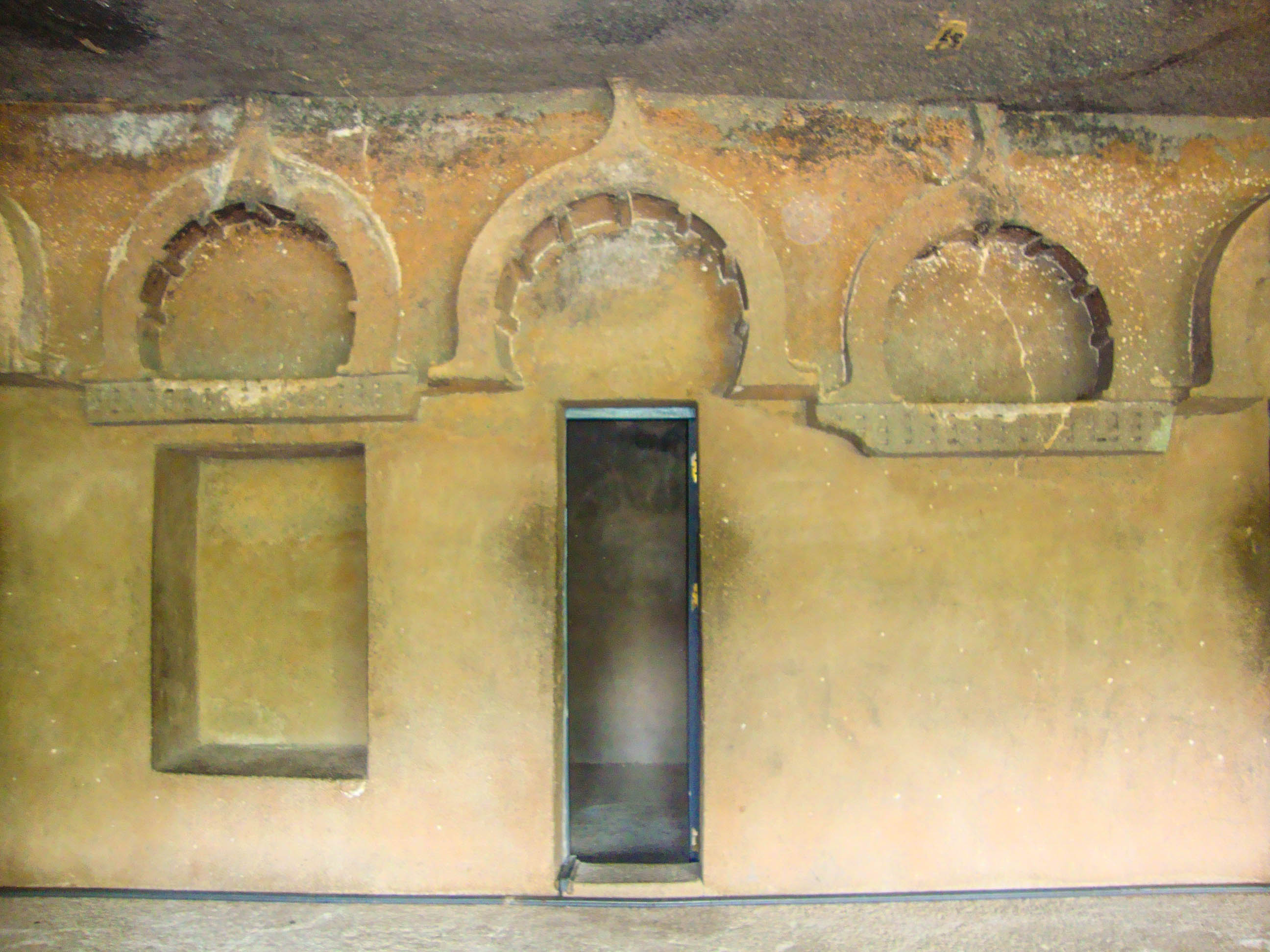
Motivo dell'arco Chaitya in un vihara ad Ajanta
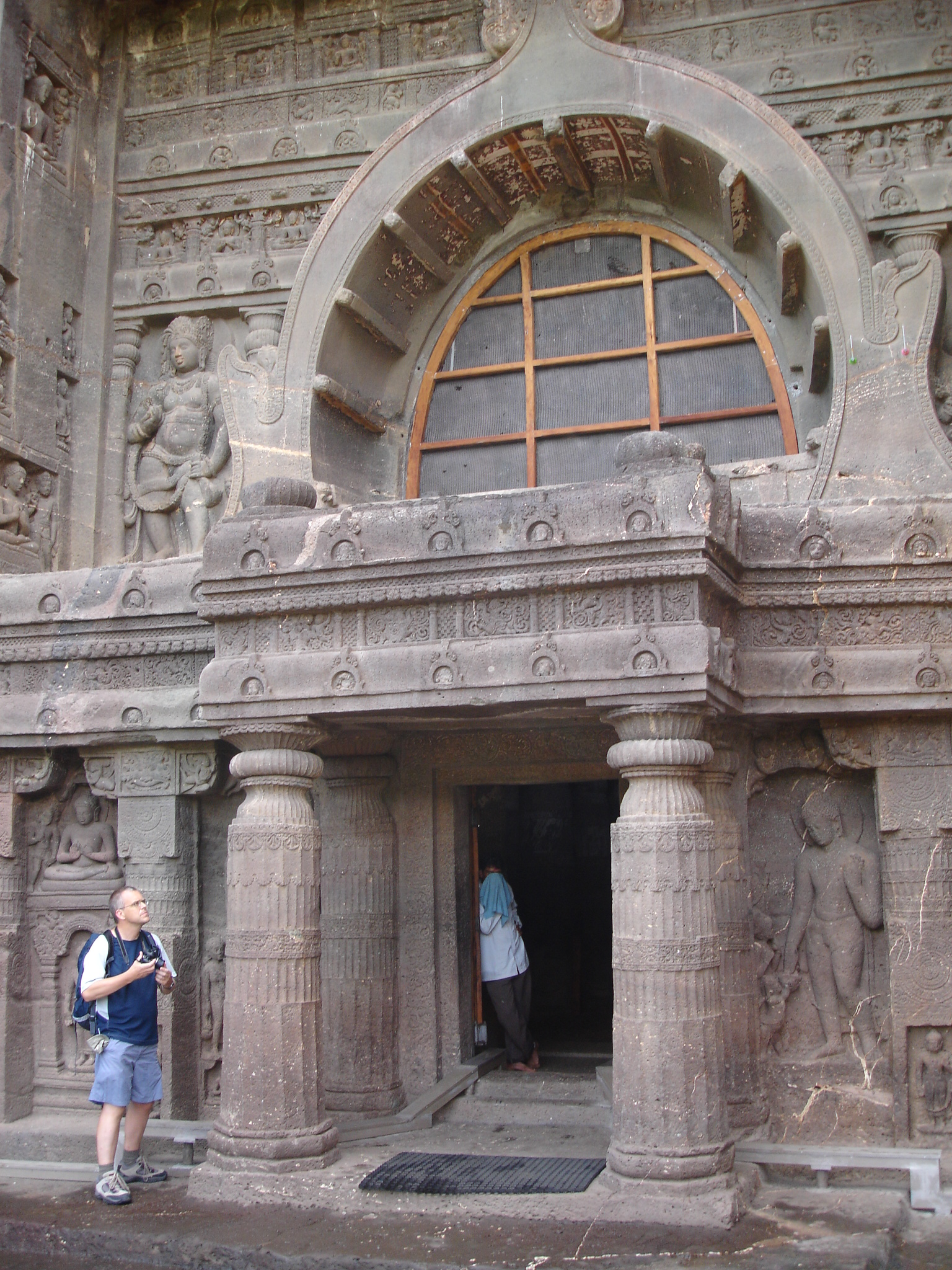
Ingresso alla Grotta 19, Grotte di Ajanta, fine del V secolo, anch'esso con quattro zone che utilizzano il motivo "arco chaitya"
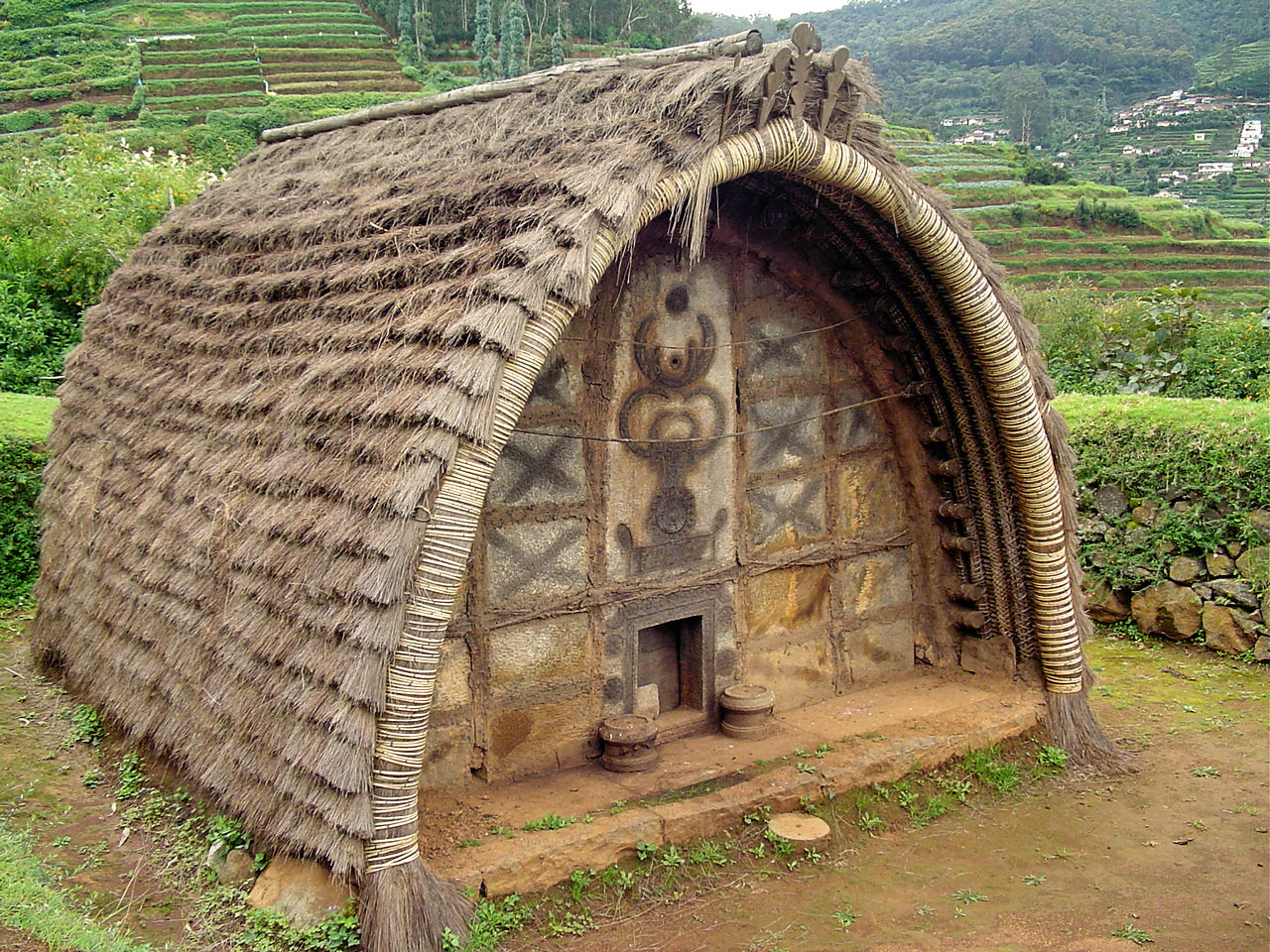
Capanna moderna del popolo Toda

## Sviluppo successivo

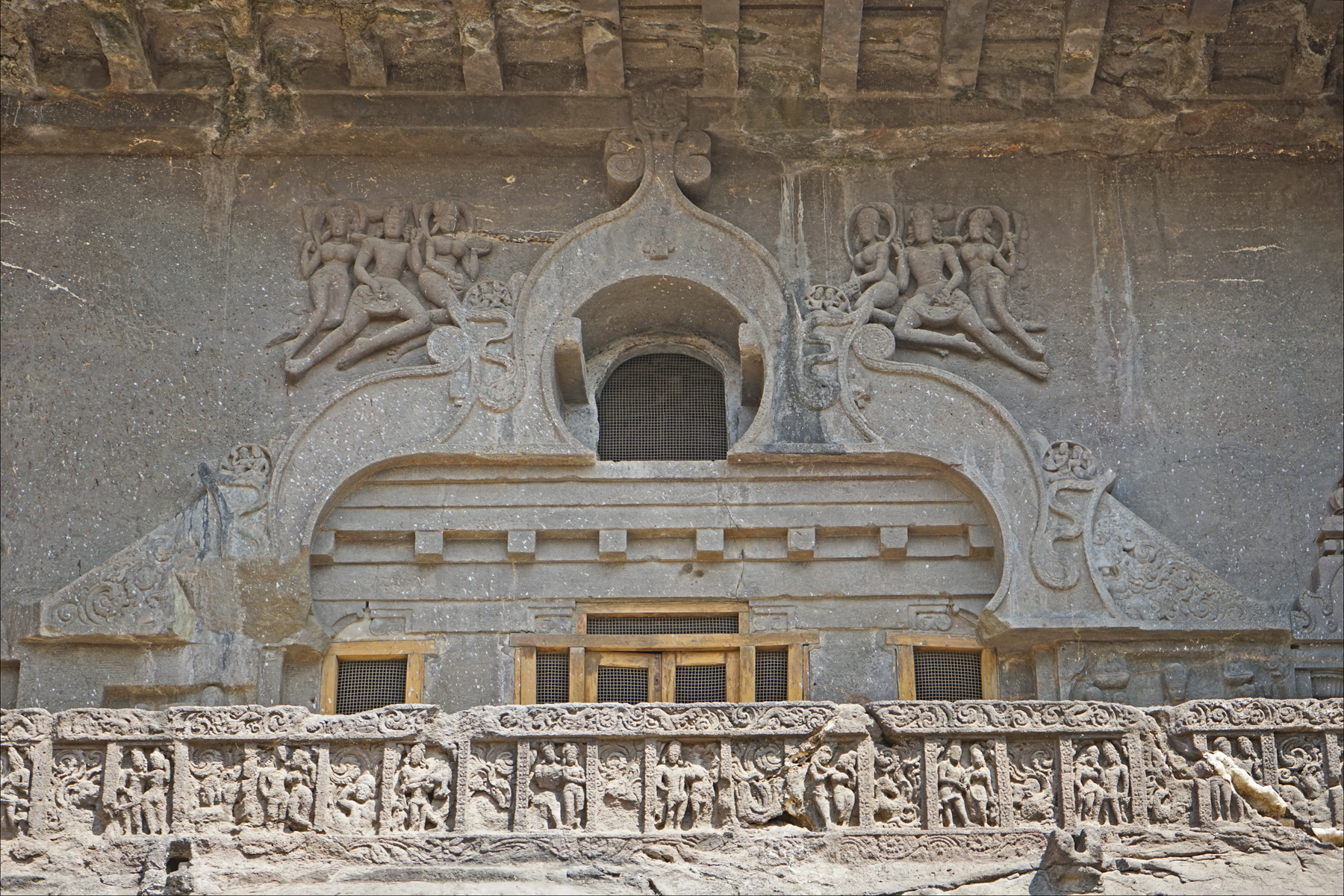
L'ultima finestra della sala chaitya, Grotta 10, Ellora, c. 650

Intorno al 650, epoca dell'ultima sala chaitya scavata nella roccia, presso la Grotta 10 a Ellora, la finestra si è notevolmente sviluppata. La finestra principale è più piccola, e ora non ha alcun rapporto con il tetto interno (che conserva ancora le tradizionali nervature). Ha solo due delle tradizionali sporgenze che imitano le estremità delle travi degli arcarecci e un'ampia cornice decorativa che si estende su più volte la larghezza dell'effettiva apertura della finestra. Due porte ai lati hanno frontoni con gavaksha ciechi "spaccati e sovrapposti", anch'essi con larghe cornici. Questo doveva essere lo stile gavaksha che era già stato ampiamente adottato per la decorazione dei templi indù e giainisti, ed è visto in forma semplificata nel tempio buddista Mahabodhi a Bodh Gaya e nel tempio indù Dashavatara, Deogarh.
Sempre nel VII secolo si sviluppò il sukanasa. Questo è un motivo gavaksha molto sviluppato fissato all'esterno della torre del tempio sopra il suo ingresso, normalmente verticale, sebbene la torre sia inclinata verso l'interno.
Entro la fine del VII secolo, e forse prima, l'intera faccia delle grandi torri shikhara o altre superfici poteva essere occupata da griglie di motivi gavaksha ad incastro, spesso chiamate "maglia gavaksha" o nido d'ape. I primi esempi includono la torre shikhara buddista nel tempio di Mahabodhi, Bodh Gaya, dove i motivi coprono la maggior parte della superficie ma in realtà non si incastrano. Questo è del VI secolo al più tardi, ma forse ripristina un disegno già nel II o III secolo. La grotta 15 a Ellora, completata nel 730 se non prima, e forse iniziata come scavo buddista, potrebbe essere uno dei primi esempi dello stile completo. Il motivo si diffuse nel sud dell'India, ad esempio nei templi del VII e VIII secolo a Pattadakal nel Karnataka.
Il tempio di Gop nel Gujarat, probabilmente del VI secolo, è il più grande e il più bello di un gruppo di primi templi in uno stile locale distinto. Lo spoglio aspetto simile a un castello della torre centrale quadrata oggi probabilmente non rispecchia il progetto originario, in quanto mancano le parti superiori della struttura che la circonda. Sopra le pareti piane, la parte superiore inclinata comprende tre grandi gavaksha su ciascuna faccia, due sotto e uno sopra, che sono insoliti per essere effettivamente aperti, piuttosto che in bassorilievo, come quasi tutti i successivi gavaksha. Originariamente dietro di loro c'erano delle statue, di cui ora rimane ben poco.
I gavaksha sono prominenti in alcuni templi del gruppo dell'VIII secolo sull'altopiano di Dieng nel centro di Giava, tra i primi templi indù monumentali nell'Indonesia moderna.

## Nāsī del sud
Adam Hardy distingue tra il gavaksha, che si limita in gran parte all'architettura Nagara del nord, e un suo parente nell'architettura dravidica del sud, il nāsī ("kudu" in Tamil). Esso concede un primo periodo di "graduale differenziazione" man mano che il nāsī si evolve dal gavaksha, il primo ad apparire. In un'analisi dettagliata delle parti del motivo, si sottolineano le diverse differenze di forma. Tra le altre caratteristiche del nāsī, il motivo non ha cornice alla base, l'interno della finestra è spesso vuoto (forse originariamente dipinto) e spesso c'è una testa di kirtimukha nella parte superiore del motivo. In generale, la forma è meno lineare e più pesantemente ornata.

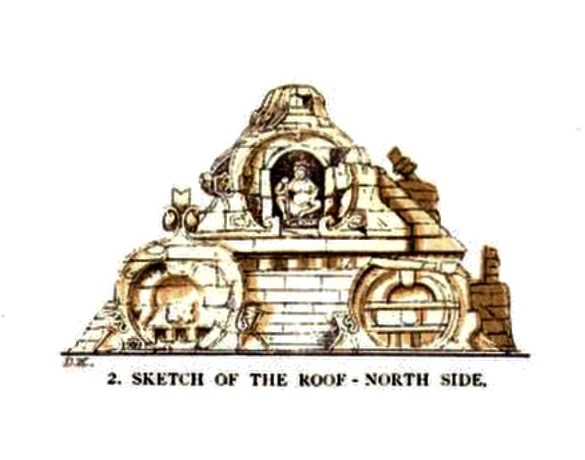
Tetto nord del tempio Gop Surya, Gujarat, c. fine VI/inizi VII sec
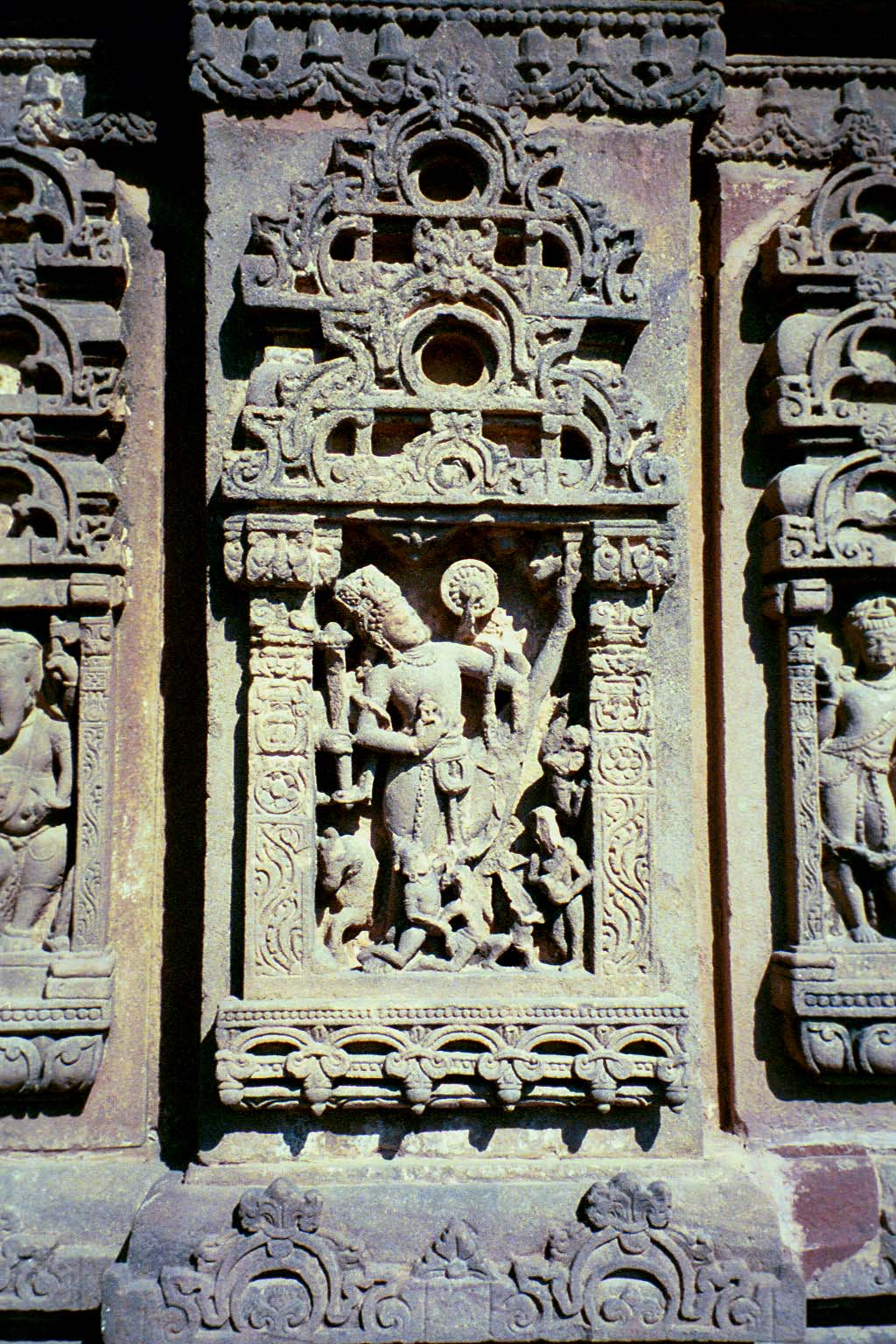
Due motivi ad arco chaitya uno sopra l'altro. Tempio indù, Osian, Jodhpur, VIII secolo.
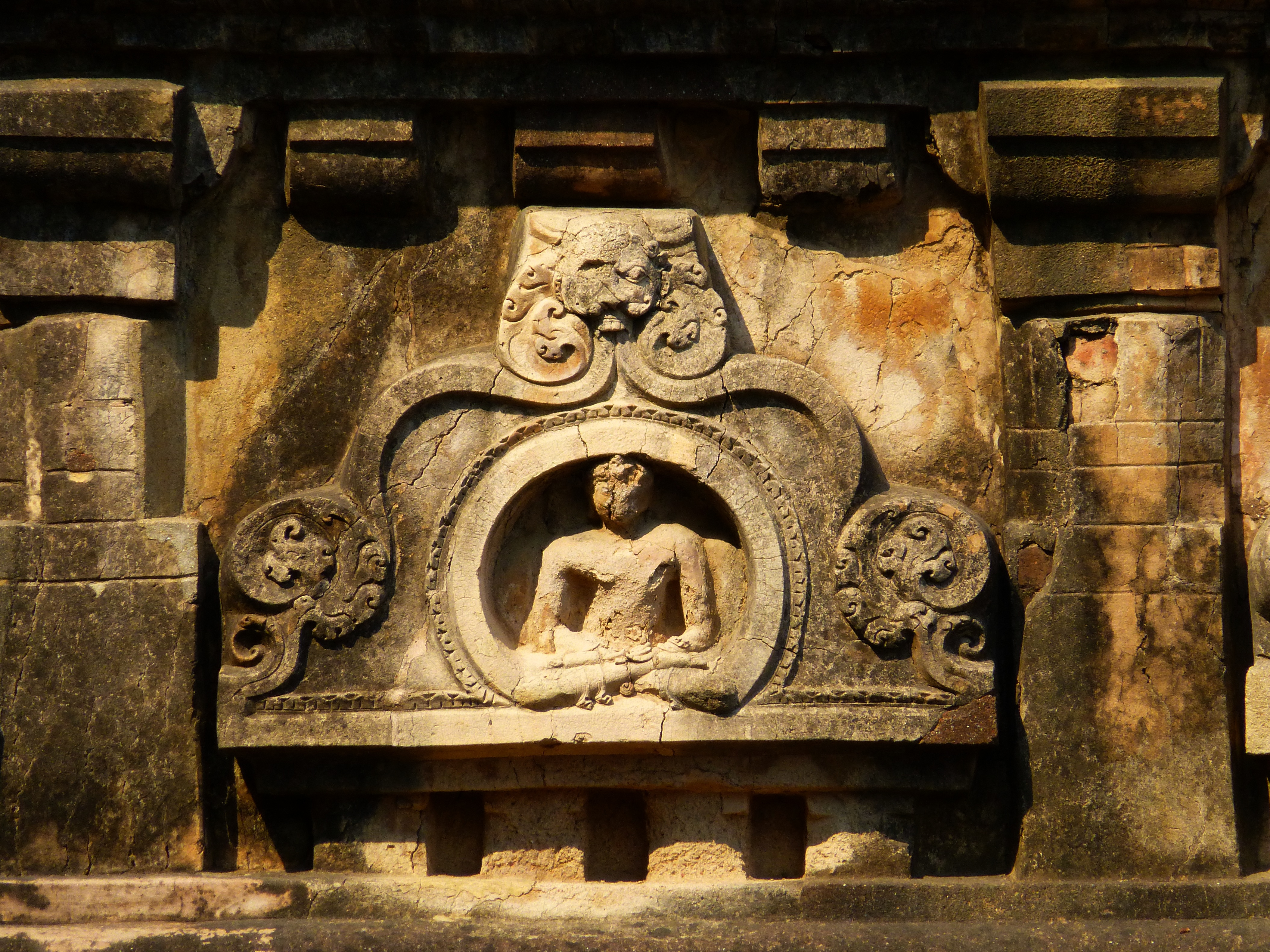
Gavaksha a Nalanda
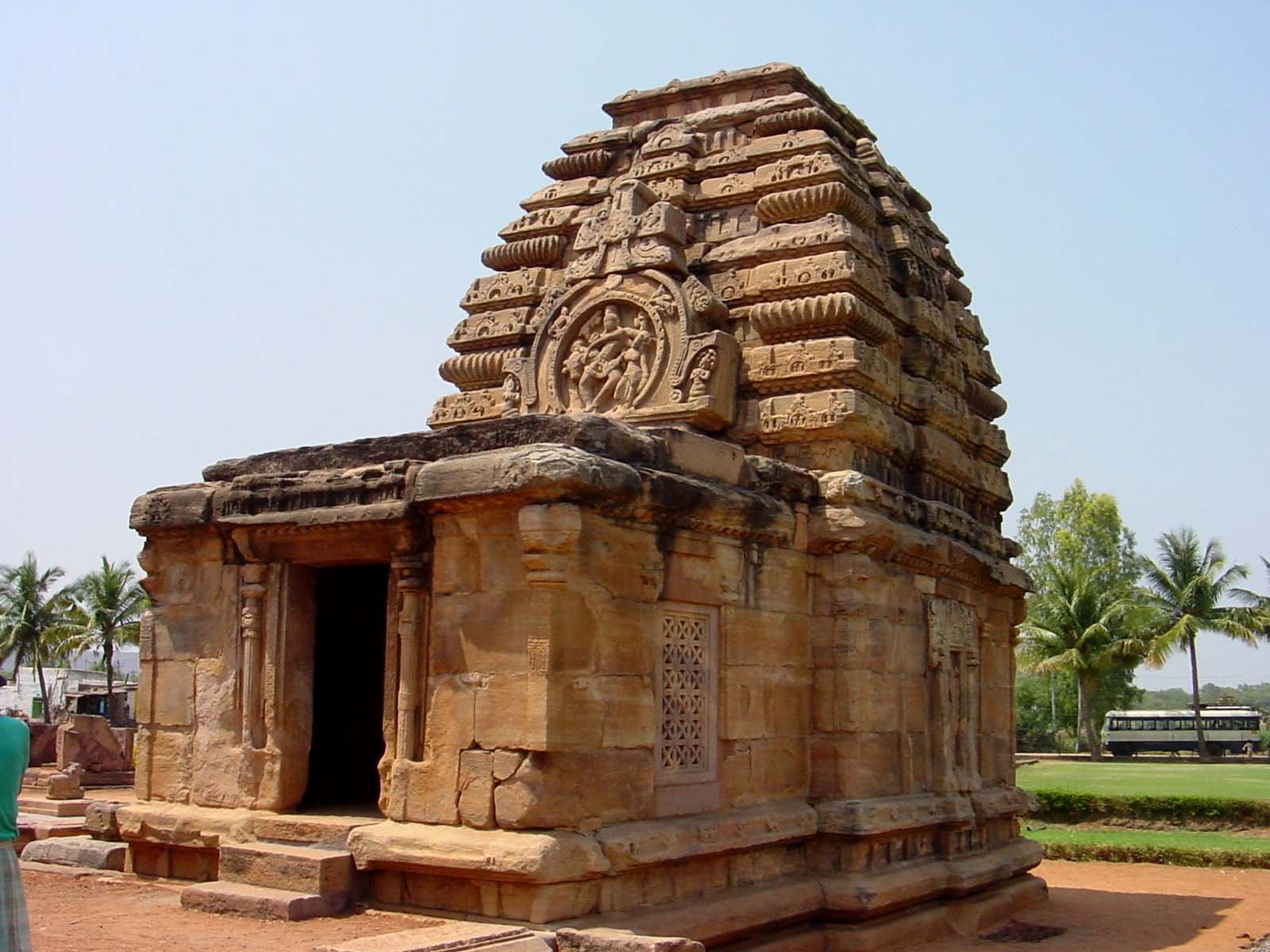
Sukanasa con Shiva Nataraja e piccoli motivi gavaksha, Tempio di Jambulingeshwara, Pattadakal, VII-VIII secolo.
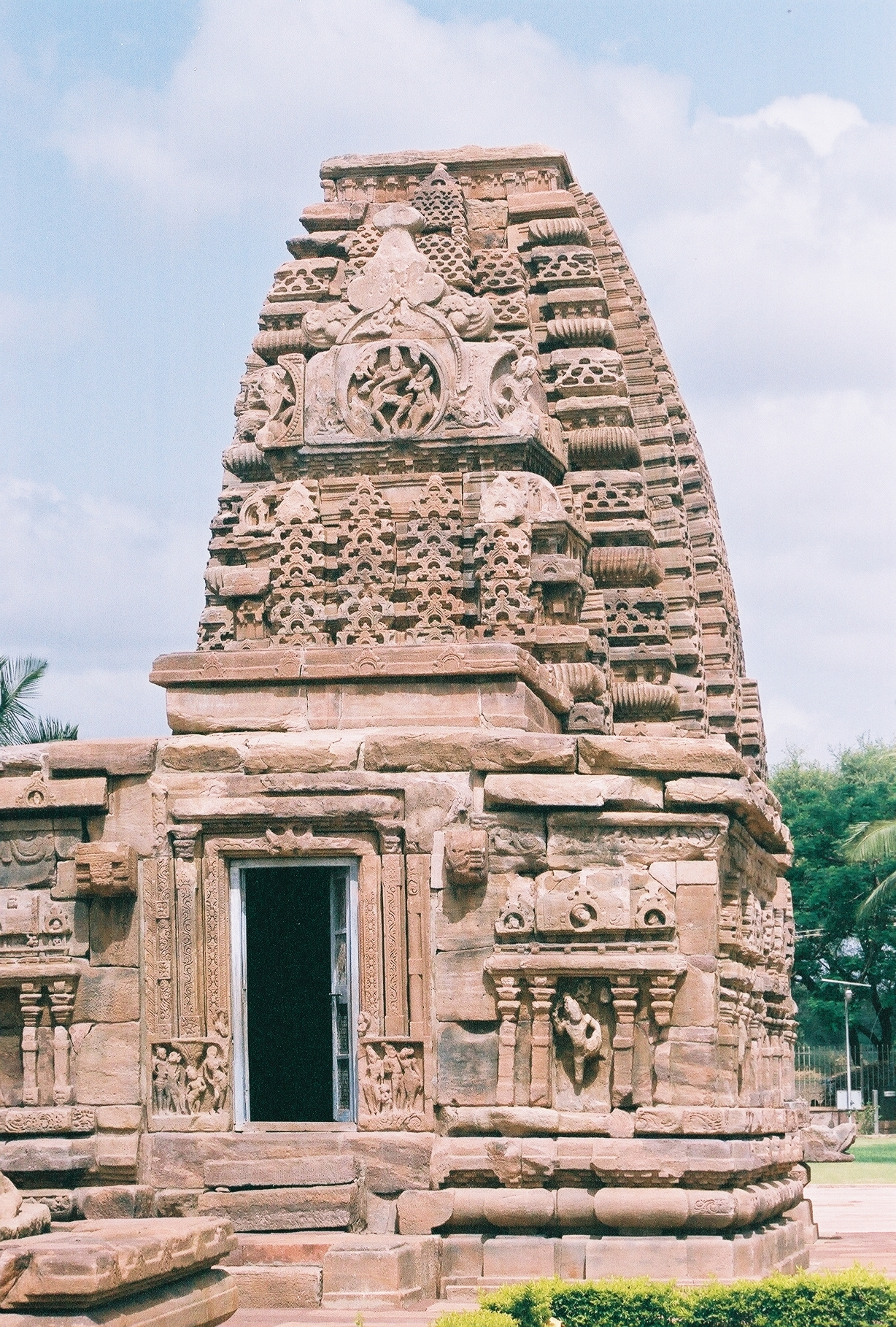
La decorazione del tempio Kasivisvanatha del IX secolo a Pattadakal include gavaksha in diverse forme
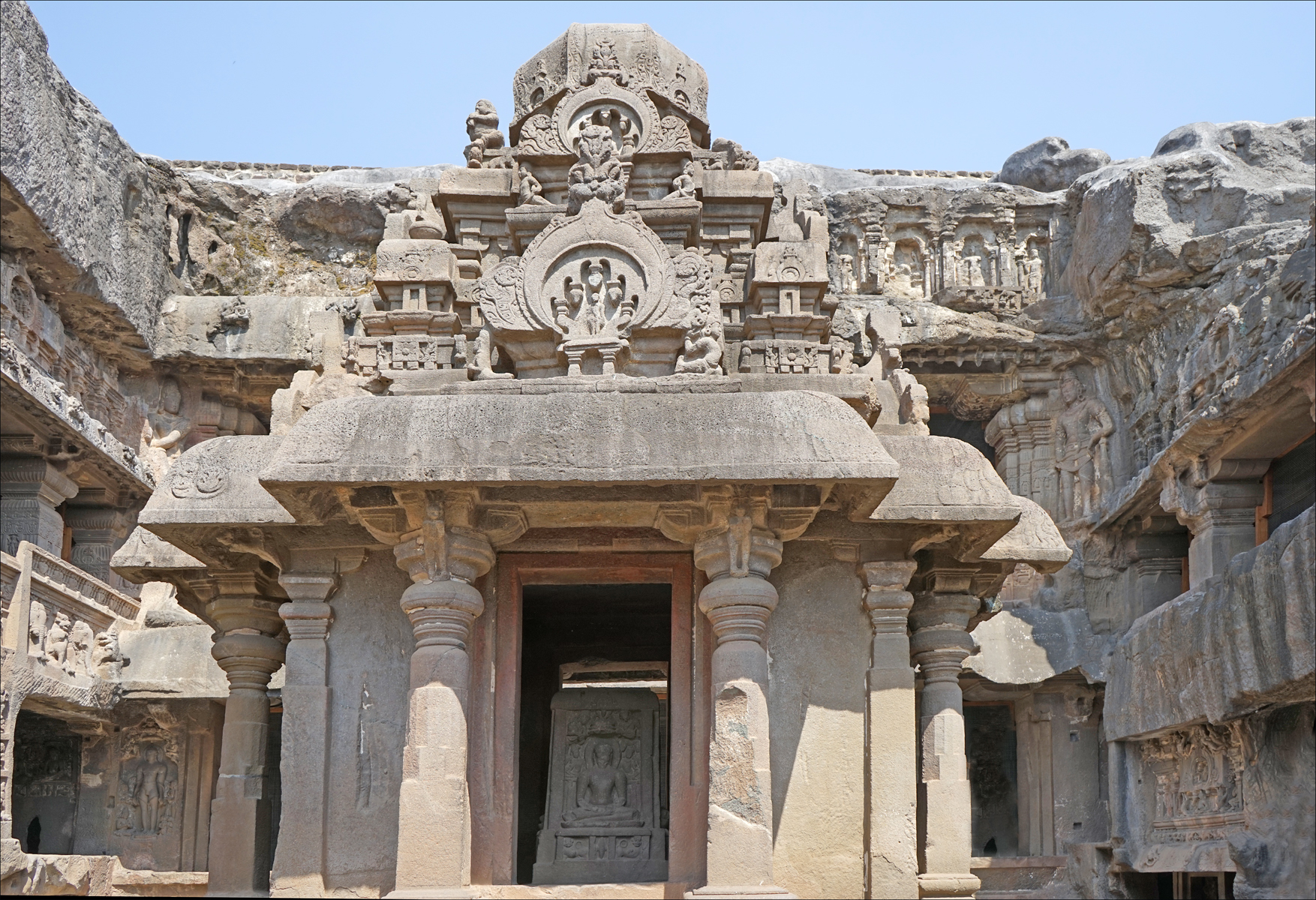
Gavaksha elaborati nella grotta Jain 32 dell'inizio del IX secolo a Ellora
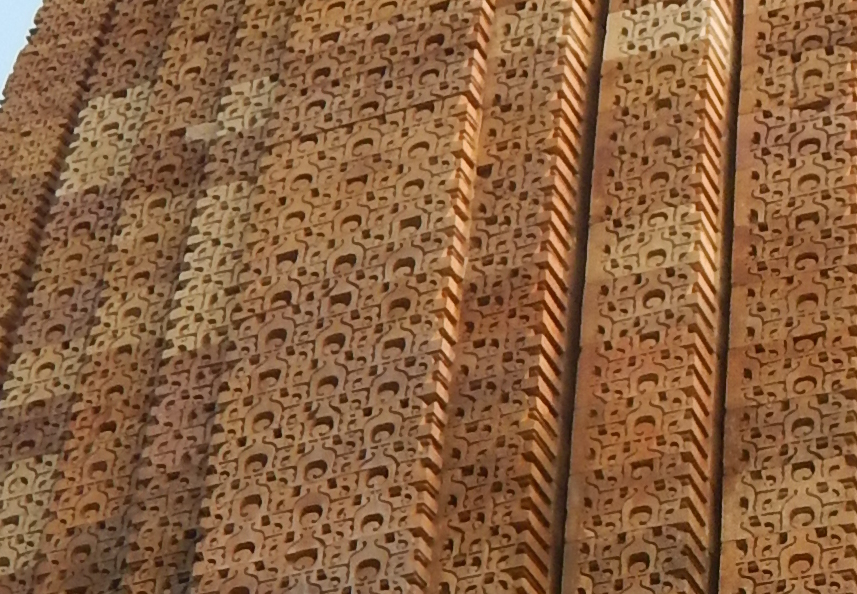
"Favo" di gavaksha sullo shikhara del Tempio di Vamana, Khajuraho, 1050-75
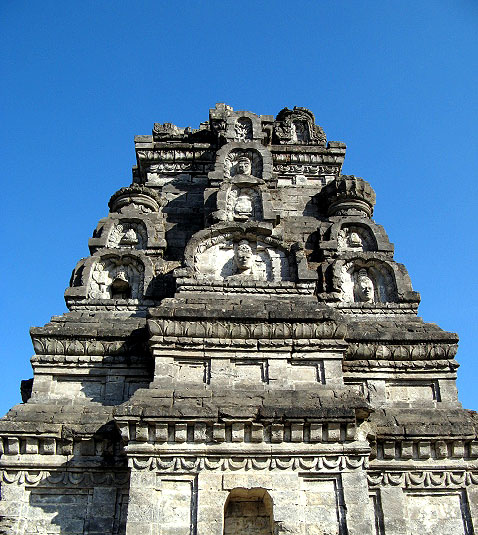
Tempio Candi Bima, templi Dieng, Giava, VIII secolo
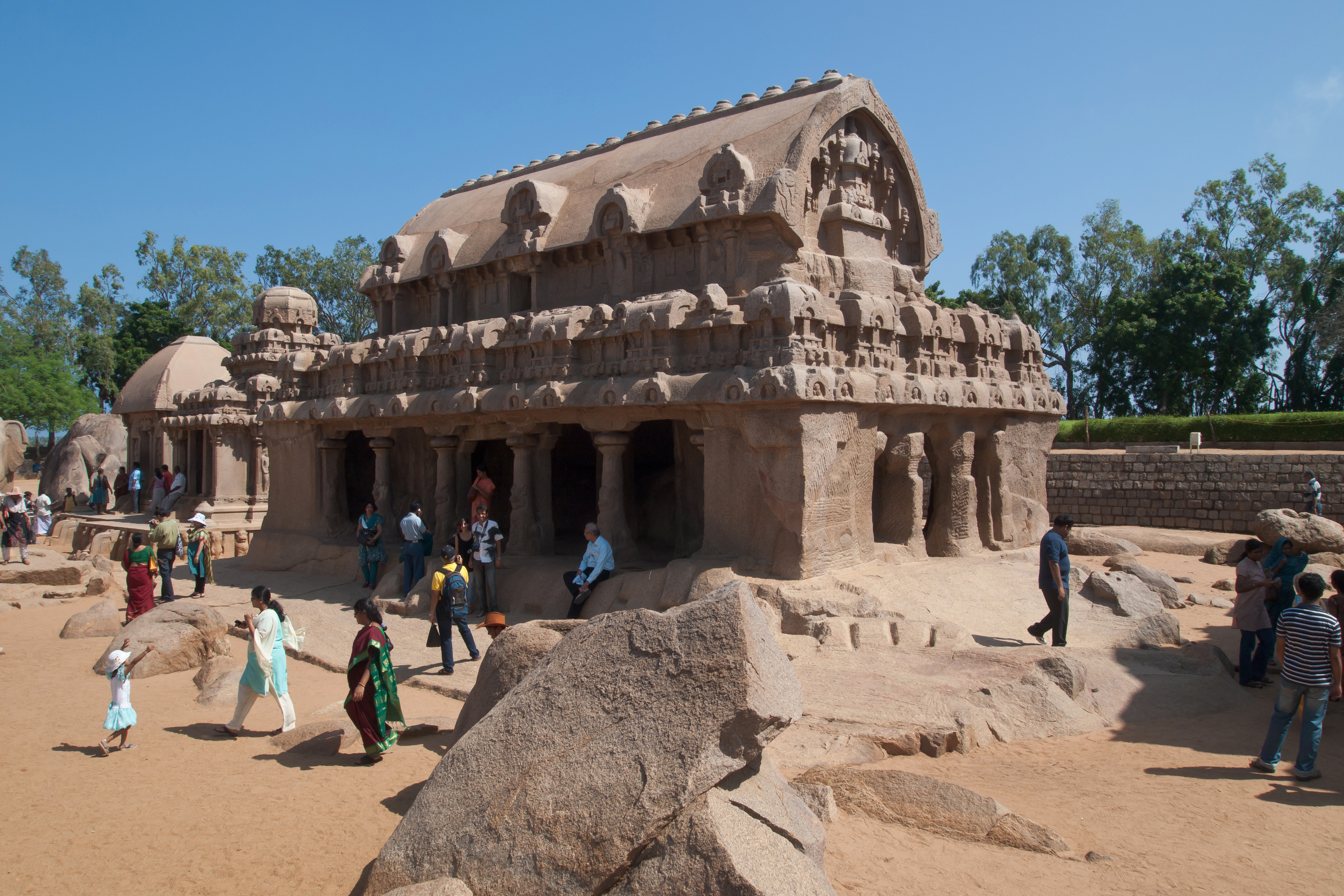
Bhima Ratha (Cinque Ratha), Mahabalipuram